# Крупнишко евангелие
Крупнишкото евангелие е среднобългарски писмен паметник от началото на XVI век. Съдържа 357 листа с текста на четирите евангелия, предисловията на Теофилакт Български, кратък месецослов и таблици за разпределението на евангелските четива през годината, написани с красив кирилски уставен шрифт. Дарено през 1577 година от крупнишкия митрополит Йоасаф на Рилския манастир, където се съхранява. Началото на всяко евангелие е с красиви заставки и заглавки.
Подвързано е с позлатена сребърна обкова, дело на Матей Златар от София. Сцената на Христовото разпятие е изкована на предната корица и е рамкирана с изображения на няколко светци, например Йоаким Осоговски, Иван Рилски и Прохор Пчински, на евангелистите и седмина от апостолите. Възкресение Христово е представено на задния обков, обградено от символите на тетраморфите и някои светци, например Сава Сръбски и Симеон Сръбски. Залепени са листове от пергаментен ръкопис от вътрешната част на подвързията, които са част от изборно евангелие и апостол, датирани от XIII век, сръбска редакция.
Писмото на ръкописа е едър литургически полуустав и правописът е двуюсов и двуеров. Смята се, че четириевангевлието е изписано в молдо-влахийски скрипторий (място за преписване на книги).